# Alarico di Narbona
Alarico di Narbona, Alaric in catalano e Alarico in spagnolo (prima metà secolo IX – dopo l'876), è stato un nobile franco, visconte di Narbona dall'852 all'876.

## Origine
Alarico era un nobile franco, di cui non si conoscono gli ascendenti.

## Biografia

La penisola iberica con a nord la marca di Spagna e Tolosa verso la metà del IX secolo

Di Alarico si hanno pochissime notizie.
Alarico viene citato come quinto visconte di Narbona, assieme ad Franco I, nella Gran enciclopèdia catalana - vescomtat de Narbona.
Alarico lo troviamo citato, assieme ad Franco I, nel documento n° 139 della Histoire générale de Languedoc avec notes et pièces justificatives, Volume 2, datato 852, del conte di Barcellona, Gerona, Empúries e Rossiglione e marchese di Gotia (o Settimania), Odalrico (Udulricus commis in villa Crispiano in territorio Narbonense) dove viene confermato che Alarico e Franco entrambi erano visconti (Alaricho & Franchone uterque vicedomini). 

Anche Jacqueline Caille, nel suo Vicomtes et vicomté de Narbonne, Des origines au début du xiiie siècle, cita questo documento, datato 852, Plaid tenu par Udalricus comes en compagnie de trois vassi dominici et de Alaric et Francon uterque vicedomini, confermando che erano in territorio Narbonense, suburbio Ventolenense (lieu-dit canton Peyriac-Minervois).
Ad Alarico e a Franco I, verso l'876, succedette il visconte Lindoi, come viene riportato nella Gran enciclopèdia catalana - vescomtat de Narbona.

Jacqueline Caille, nel suo Vicomtes et vicomté de Narbonne, Des origines au début du xiiie siècle, cita l'epistola n° 122, datato 878, di papa Giovanni VIII in cui Lindoi viene citato come visconte Lettre du pape Jean VIII nommant un certain Lindoin, qualifié de vicecomes.

La lettera CXXII di papa Giovanni VIII, infatti cita il visconte Lindoi (Linduinum quoque vicecomite).
Non si conosce l'anno esatto della morte di Alarico.

## Discendenza
Di Alarico non si conoscono né il nome della moglie né alcuna discendenza.

### Fonti primarie
- (LA)  #ES Histoire générale de Languedoc avec notes et pièces justificatives, Volume 2.
- (LA)  #ES Hincmari rhemensis archiepiscopi Opera omnia: juxta editionem, Volume 2.

### Letteratura storiografica
- (LA)  (FR)  Jacqueline Caille. Vicomtes et vicomté de Narbonne, Des origines au début du xiiie siècle.